# 嶽山
嶽山（だけやま）は、大阪府富田林市にある標高278mの山で、大阪50山のひとつである。
山頂には自動車で行くことができ、かんぽの宿 富田林（富田林嶽山温泉）、嶽山城跡（龍泉寺城跡）がある。中腹には龍泉寺、ミカン畑がある。龍泉寺〜山頂の間の道路からは、東〜南方向の展望を楽しむことができる。

## 地理
富田林市において二番目に標高が高く、西側に彼方地区・伏見堂地区・横山地区、東側に東条地区が面しており、山を迂回する流路で石川・佐備川が流れている。
山麓には多くの谷が形成されている。谷には渓流を中心とした里山があり、一方で日当たりのいい斜面にはミカン畑が栽培されており中にはオレンジ園としてみかん狩りができる施設もある。
北側には府道森屋狭山線が通されており、道中には移築された瀧谷不動明王寺と参道がある。毎月28日のご縁日には滝谷不動駅までの道のりに露店が立ち並ぶ。
嶽山の西側には東高野街道・近鉄長野線が通っており、山麓には古墳時代後期に築造された嶽山古墳群が存在する。
東側の山麓には城山オレンヂ園・龍泉寺・かんぽの宿 富田林・咸古神社といった施設と、そこまで登るための車道が整備されている。

南側には富田林市下最も標高の高い金胎寺山がある。

## 歴史

### 有史以前
二上山と同じく、約1700万年前に瀬戸内火山帯の活動により形成した休火山だとされている。
山麓部分の露頭において讃岐岩に近い組成の安山岩を見ることができる他、横山地区の石川流域で同時期に噴出した溶岩が溶結した露頭(汐ノ宮火山岩)を確認する事ができる。

### 有史以後
古墳時代には、イタイゴ古墳・奥の谷古墳群・田中古墳群・嶽山古墳群といった多くの古墳が山麓に築造された。
595年に蘇我馬子が龍泉寺を創建したが、その後一度荒れ果て、823年に訪れた空海（弘法大師）が再び再興したという。
鎌倉時代には楠木正成により楠木七城の一つとして山頂部に嶽山城が築城されており、室町時代には畠山義就と室町幕府軍による激しい戦いが繰り広げられた。→嶽山城の戦い
南北朝時代には当時嶽山の中腹に存在した瀧谷不動明王寺が戦乱で消失し、現在の位置に再建された。
江戸時代に発行された河内名所図会・西国三十三所名所図会では汐ノ宮火山岩・金胎寺山と共に、遠景絵と合わせて記述が確認できる。
昭和10年代には麓に大阪鉄道の出資で作られた汐ノ宮温泉旅館が立ち並んでいたが、戦中は府下学校の臨海学舎として用いられ戦後には全ての旅館が廃業に追い込まれた。
太平洋戦争(大東亜戦争)の末期には、大阪市内を爆撃した後帰還するB-29による、ミカン小屋を標的とした爆撃が行われた。
戦後の高度経済成長期以降にはニュータウン開発が始まり、青山台・不動ヶ丘町が作られた。
1980年代以降、朝日放送テレビで制作されている探偵!ナイトスクープにおいて、城山オレンヂ園が初代パラダイス王として紹介された。

## 関連施設
- かんぽの宿
- 城山オレンヂ園
- やまびこ園
- 初芝富田林中学・高等学校
- 龍泉寺
- 願昭寺
- 瀧谷不動明王寺
- 咸古神社(式内社)
- 蓮華寺(弘法大師により現在彼方保育園がある場所に建造されたが後に消失し、石塔のみが現存する。)
- 中佐備天満宮
- 横山天神祠(明治期に彼方春日神社に合祀)
- 腰神神社
- 緋袍大明神
- イタイゴ古墳群
- 奥の谷古墳群
- 田中古墳群
- 嶽山古墳群